# Xenofrea lineatipennis
Xenofrea lineatipennis là một loài bọ cánh cứng trong họ Cerambycidae.